# Virus Modžjang
Virus Modžjang (MojV), uradno Henipavirus Modžjang, je virus iz družine Paramyxoviridae. Na podlagi filogenetike je virus Modžjang uvrščen v rod Henipavirus ali opisan kot henipavirusom podoben virus. Protitelesa, ki nastanejo proti glikoproteinom virusa Modžjang, se serološko razlikujejo od drugih henipavirusov (med katerimi je opaziti večjo navzkrižno reaktivnost).

## Odkritje
Spomladi 2012 so trije rudarji, ki so delali v zapuščenem rudniku bakra v avtonomnem okraju Modžjang ljudstva Hani na jugu Kitajske, zboleli za usodno pljučnico. Vzorce so prinesli na Inštitut za virologijo v Vuhanu, kjer so Ši Džengli in njeni sodelavci izvedli teste PCR in ugotovili, da vzorci niso netopirjev koronavirus Rp3 ali SARS-CoV2.
Vrste prisotnih sesalcev, vključno z Rhinolophus ferrumequinum, Rattus flavipectus in Crocidura dracula, so testirali na nalezljive viruse in virusno RNK. Dobljenih je bilo 38 odčitkov zaporedja, ki so bili tesno povezani s člani rodu Henipavirus. Nalezljivi virus je bilo mogoče pridobiti samo iz štirih vzorcev R. flavipectus in so bili gojeni v celicah Vero E6, BHK-21 in HEp-2. Čeprav prenos z osebe na osebo ni bil dokumentiran, celoten obseg dovzetnih gostiteljev virusa Modžjang pri sesalcih ni znan. Medtem ko je znano, da se henipavirusi Hendra, Nipah, Cedar, Kumasi in Madagascar skrivajo med netopirji, predvsem Pteropus spp, je MojV edini henipavirus, za katerega se domneva, da ga najdemo predvsem pri glodavcih.

## Virologija
Receptor celične površine za virus Modžjang ostaja neznan. Za razliko od vseh drugih znanih članov Henipavirusov virus Modžjang ne veže efrina B2/B3. Glikoprotein za pritrditev virusa Modžjang (MojV-G) nima vezavnega mesta za efrin B2/B3 in ne veže drugih skupnih receptorjev paramiksovirusov, vključno s sialno kislino ali CD150. MojV-G je najbolj divergenten gen z manj kot 50-odstotnim zaporedjem HeV-G. Tako se MojV-G razlikuje tako od HNV-G, kot se HNV-G enako razlikuje od pritrdilnega glikoproteina morbilivirusov.